# Steffen Olsen
Steffen Olsen (* 30. Januar 1983)  ist ein dänischer Sportschütze. Er wurde 2018 Weltmeister.

## Karriere
Olsen wurde 2015 bei den Europaspielen in Baku gemeinsam mit Stine Nielsen in der Disziplin 10 Meter Luftgewehr Mixed Zweiter. Im Jahr 2018 bei den Schieß-Weltmeisterschaften Gewehr in Changwon wurde er Weltmeister in der Disziplin 50 m liegend Einzel Herren und erreichte im World Cup 2018 in der Disziplin 50 m Dreistellung Einzel Herren in Fort Benning die Silbermedaille. In Deutschland startet Olsen aktuell für die SGi Steinkirchen in der 2. Bundesliga Nord Luftgewehr. 2019 nahm Olsen an den 2. Europaspielen in Minsk teil.